# Trophimosz
A trophimosz (görög tbsz: τρόφιμοι, tanulók a τροφός trophósz étel szóból) olyan spártai gyermek – perioikosz vagy külföldi – volt, aki spártai nevelésen ment keresztül.
A trophimoszok ideiglenesen megkapták a spártai lakosok státusát. Perioikoszok fiaként olyan átmeneti osztályt jelentettek mint a neodamódészek és a mothaxok, akik megkaphatták a spártai politészek, a homioszok státusát, ha az állam klaroszt utalt ki nekik. Plutarkhosz szerint IV. Ágisz ki akarta velük egészíteni a szabad spártaiak körét, a spártai katonai igények egyre nehezebb kielégítése miatt.
A külföldi származású trophimoszok általában visszatértek eredeti hazájukba, ahol a spártai befolyást erősítették. Például II. Agészilaosz meghívására Xenophón Spártában neveltette a fiait. Néhány trophimosz úgy döntött, hogy Spártában marad, és a hadseregben harcolt tovább.